# حديقة الدلافين
حديقة الدلافين المائية أو الدلفيناريوم هي من أهم وأشهر الأماكن السياحية في جزيرة كيش الإيرانية. كما تُعَد إحدى أجمل الحدائق الترفيهية في منطقة الشرق الأوسط وذلك بما تحتويه من حدائق خاصة بالطيور والفراشات والحيوانات البحرية والأفاعي وزهور الأوركيد وكذلك احتوائها على الآلاف من أشجار النخيل المحيطة بالحديقة، إضافةً إلى الشهرة التي اكتسبتها من خلال زيارة الاف السواح إليها يومياً. وقد أنشأت هذه الحديقة باستثمار من القطاع الخاص، وتقع هذه الحديقة البالغة مساحتها 100 هكتار في جنوب شرق جزيرة كيش.

## الموقع
تقع حديقة الدلافين في الزاوية الجنوبية الشرقية من جزيرة كيش في إيران.

## مكانتها السياحية
التجوال في هذه المجموعة التي تضم الآلاف من أشجار النخيل والنباتات الأخرى، ومشاهدة الدلافين وأسود البحر والفقمات أمر يجذب السياح. حيث تستقبل هذه الحديقة الآلاف من السواح يومياً. وتجري الآن تنمية هذه الحديقة بمشاريع كثيرة مثل غابة الأمطار الصناعية وجبل البركان وعالم الأركيدة وحديقة الفراشات.

## بداية المشروع

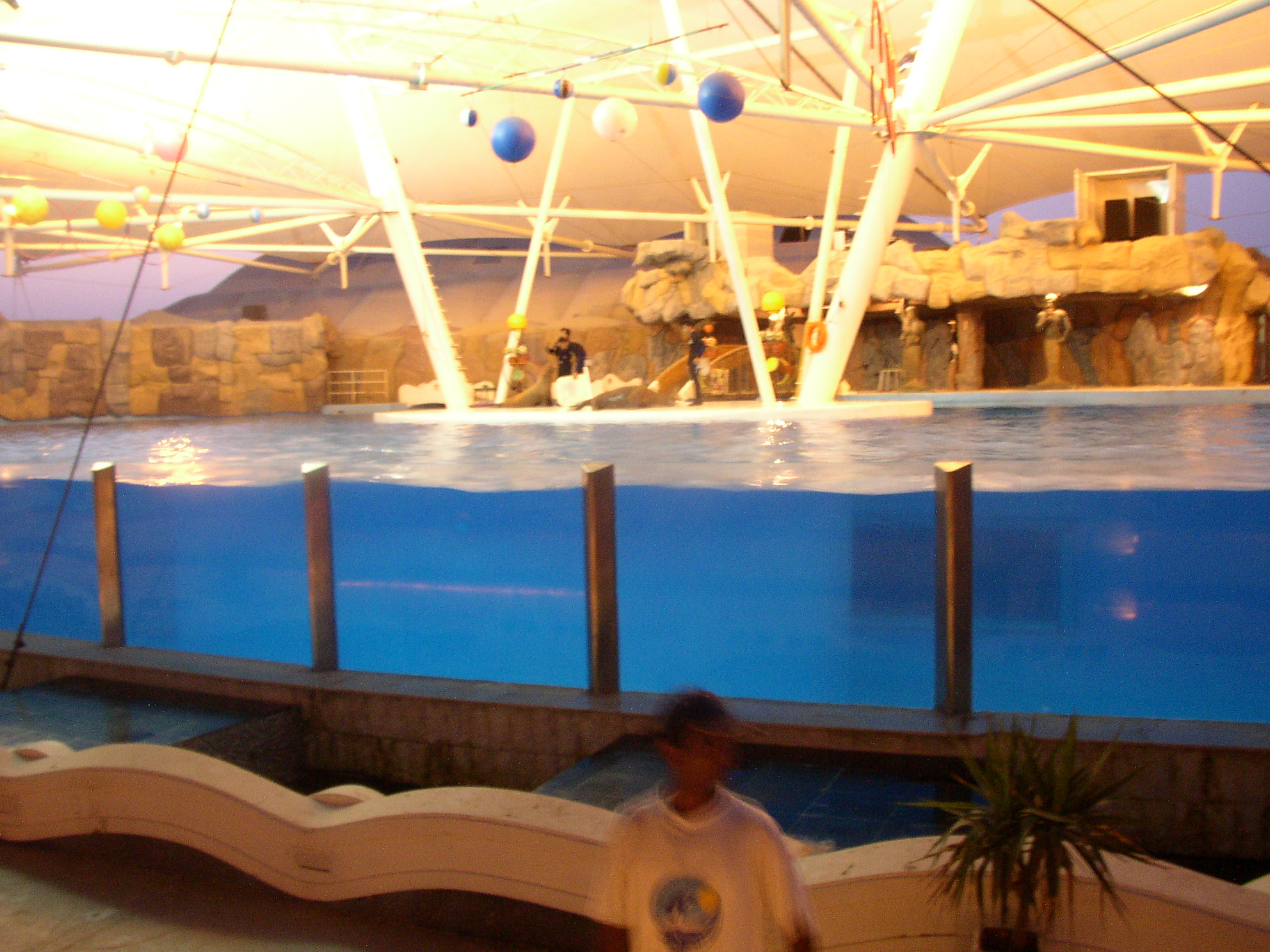

بدأ المشروع عام 1377 هجري شمسي وبعد عامين تم افتتاح أول قسم فيه. يذكر أن حديقة الدلافين هذه يمتلكها أحد أغنى رجال الأعمال في إيران وأنشأها  كهواية له فقط، لتصبح بعد أعوام القبلة الأولى لكل من يرتاد جزيرة كيش.

## أقسام الحديقة
تحتوي الحديقة على عدة أقسام منها:
- حديقة محمية للحيوانات.[9]
- حديقة للطيور الغريبة.[10]
- حديقة مغلقة للأسماك والحيوانات البحرية.[11]
- حديقة الفراشات.
- حديقة دودة الحرير.
- حديقة للأفاعي.
- حديقة زهور الأوركيد والصبار.[12]
- غابة الأمطار الصناعية.
- مسرح للسرك.
- مسبح لاستعراض الدلافين.[13]

## معرض الصور

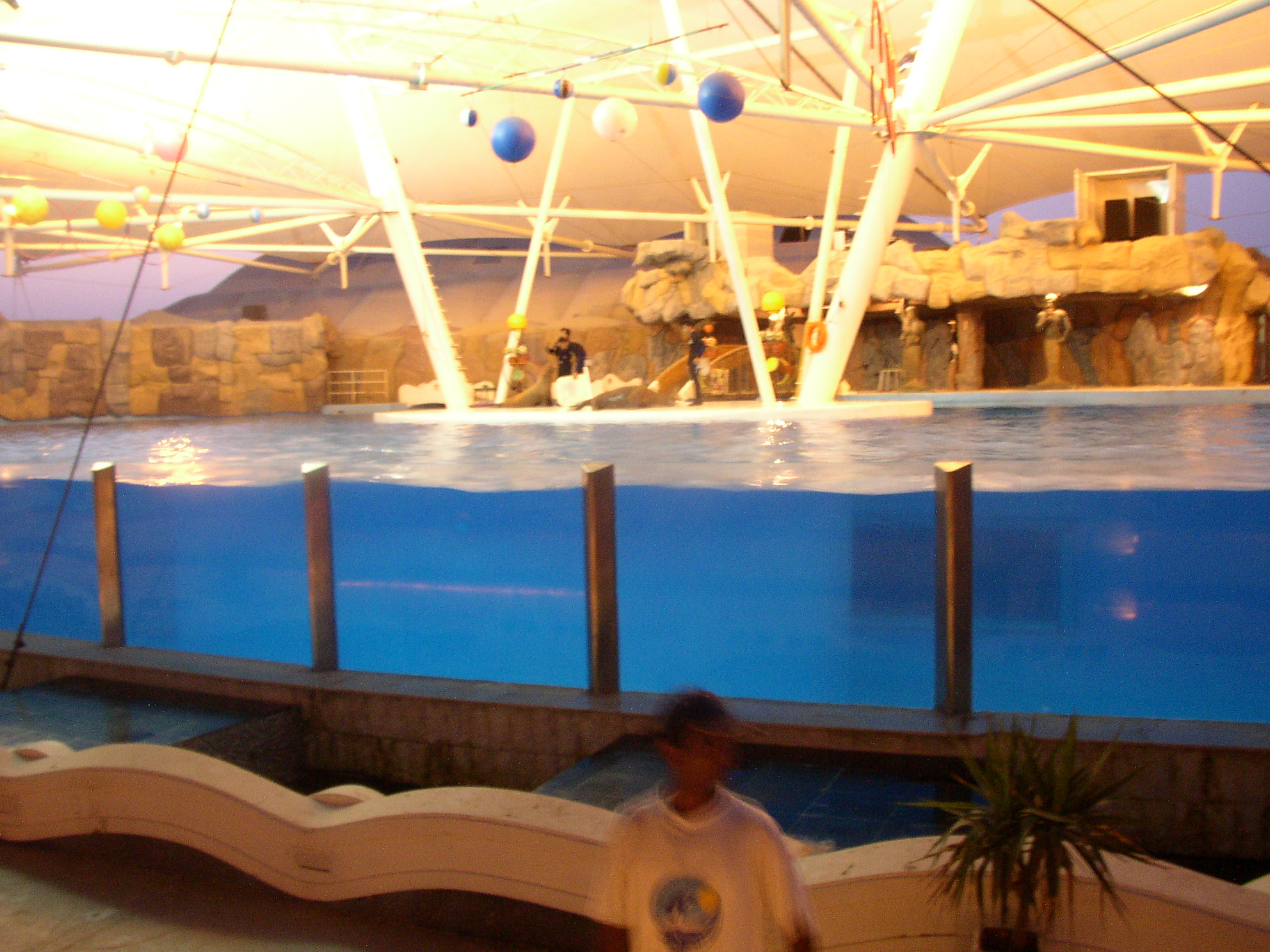
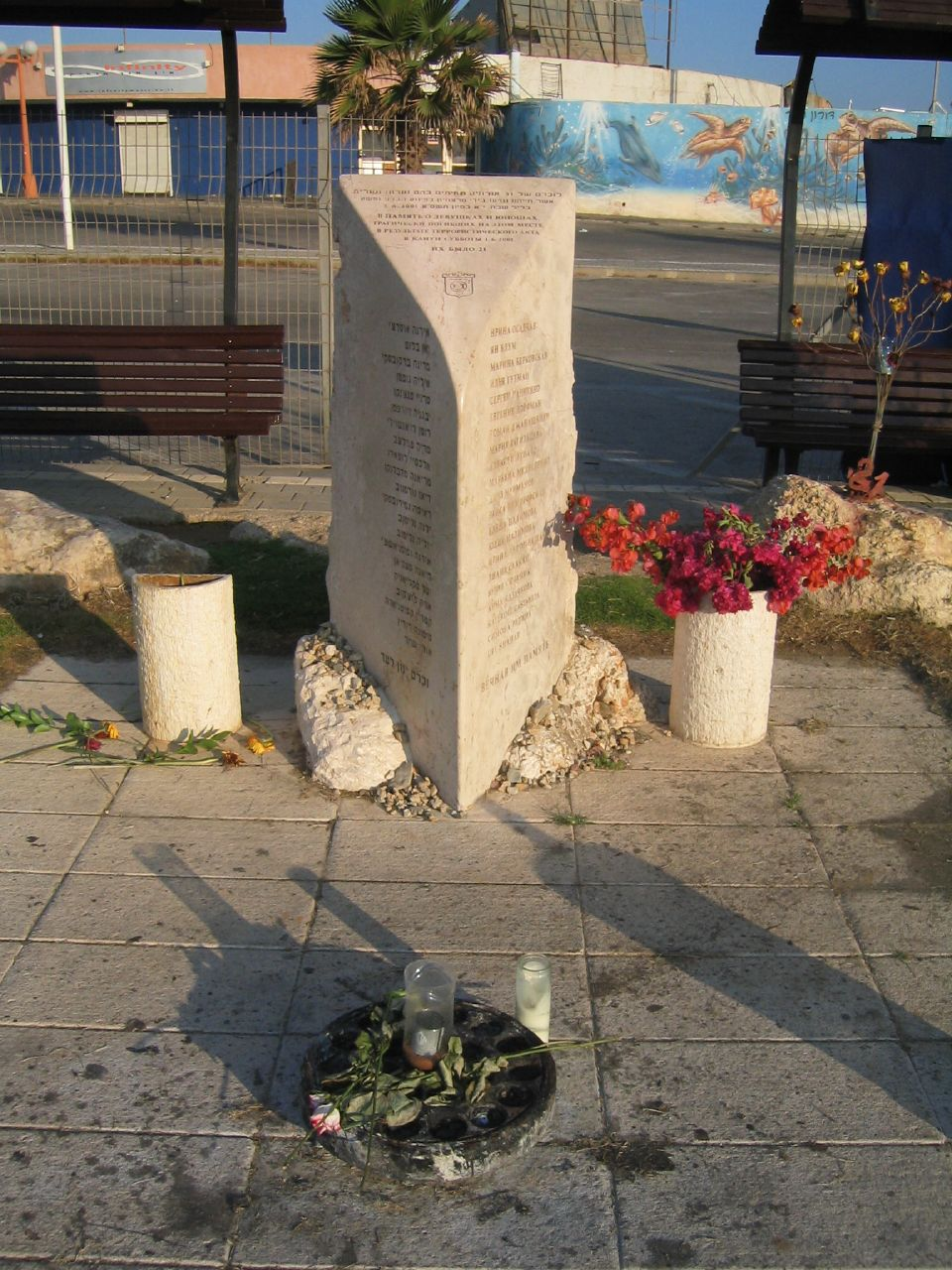
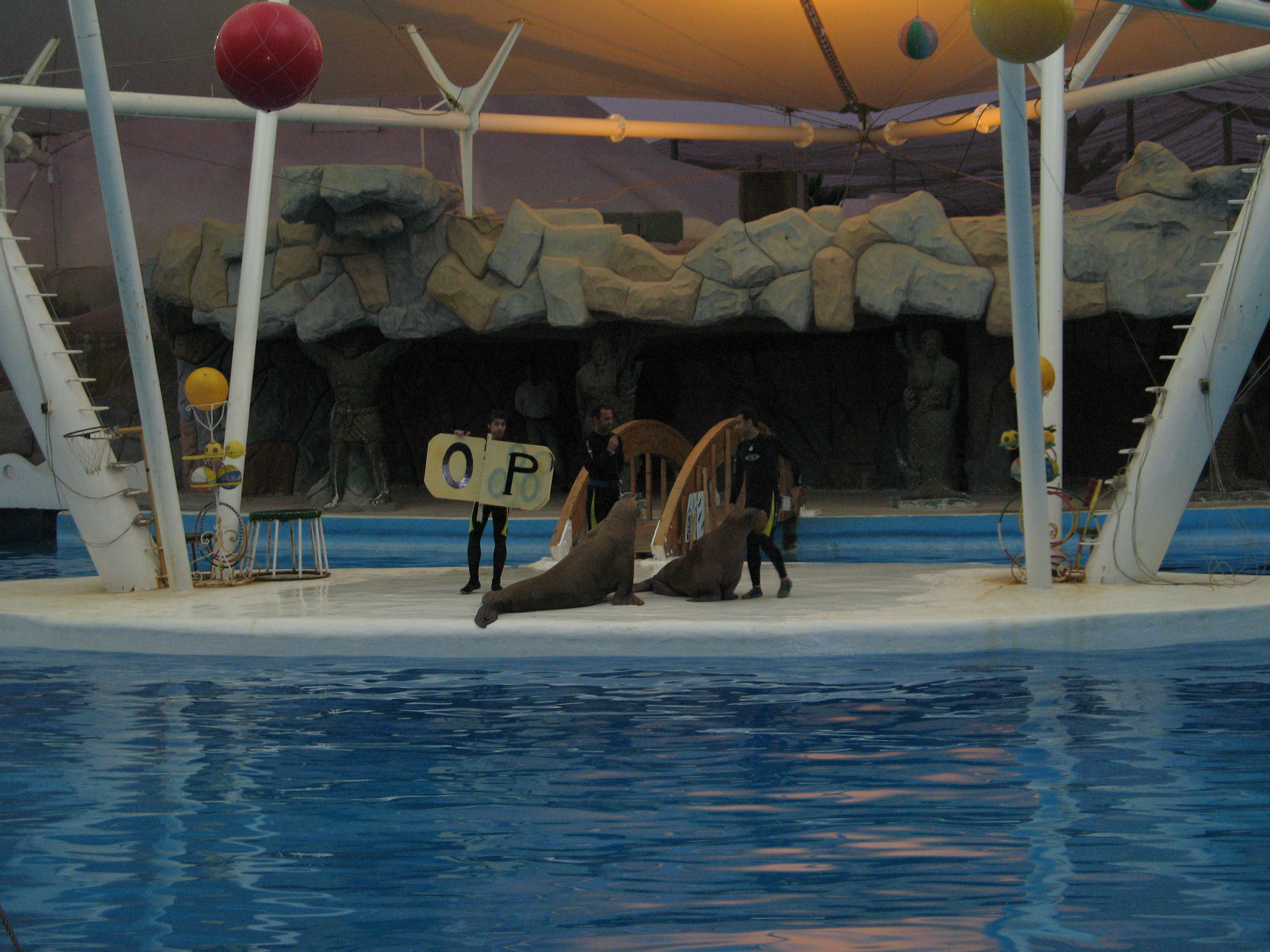